# はっとりかずお
はっとり かずお（1950年 - ）は、日本の漫画家。愛知県瀬戸市出身。別名：服部一男。

## 略歴
- 漫画家を志し単身上京後、手塚治虫のアシスタントを経て独立[1]。
- 1974年、「風太郎」で、第8回手塚賞佳作を受賞。

## 作品リスト
- おれと親父の子守歌（小学六年生 1971年11月号-1972年3月号）
- 人造人間キカイダー（原作：石森章太郎 小学六年生 1972年9月号-1973年3月号）
- 地獄犬ののろい（原作：アーサー・コナン・ドイル「バスカヴィル家の犬」、小学六年生 1973年10月号付録）[2]
- 風太郎
- 学校殺人事件（原作：ジェームズ・ヒルトン、学研劇画サスペンス 1974年）[3]
- UFO戦士ダイアポロン（原作：雁屋哲 小学二年生 1976年5月号）
- 赤いアパート（高橋書店 1976年）[4]
- まんがしゃかいか2年生（実業之日本社 1980年）[5]
- どっこい!金太郎（小学三年生 1980年2月号-3月号、小学四年生 1980年4月号-1981年2月号）
- にんぎょひめ（文：桜井正明 学習研究社 1980年 ISBN 4050033933）[6][7]
- あかずきん（文：星山博之 学習研究社 1980年 ISBN 4050033895）[8]
- まんがしゃかいか2年生（実業之日本社 1980年）[9]